# علی ابراهیمی (سیاستمدار)
علی ابراهیمی (متولد ۱۳۴۶ در پاکل) چهره سیاسی اصلاح طلب و نماینده مردم شازند، در دهمین دوره مجلس شورای اسلامی است. او دارای مدرک کارشناسی ارشد ژنتیک و اصلاح نژاد می‌باشد.

## نماینده شازند در مجلس دهم
علی ابراهیمی در دهمین دوره انتخابات مجلس شورای اسلامی، در لیست ائتلاف فراگیر اصلاح طلبان: گام دوم در شازند حضور داشت و توانست در مرحله دوم انتخابات با کسب ۲۳٬۵۳۶ رأی از مجموع ۴۳٬۸۸۵ رأی مأخوذه صحیح، در رتبهٔ اول شازند، وارد مجلس دهم شود.